# Edgar Clement
Pour les articles homonymes, voir Clement.
Edgar Clement (né en 1967) est un auteur de bande dessinée et illustrateur mexicain.
Autodidacte, il reste surtout connu pour Operación Bolívar (es), bande dessinée historique publiée en 1993 et 1994 dans la revue El Gallito Inglés (es) et qui avait été remarquée pour son caractère sérieux et son ambition dans un pays où la bande dessinée restait encore destinée avant tout aux enfants.
Clement a depuis réalisé plusieurs autres bandes dessinées, organisé des expositions et travaillé ponctuellement pour le marché américain.